# Bùi Hữu Diên
Bùi Hữu Diên (1903-1935) là một nhà hoạt động cách mạng, là Đảng viên Đảng Cộng sản Đông Dương lớp đầu tiên ở Thái Bình. Ông quê ở thôn Chỉ Bồ, huyện Thụy Anh cũ, nay thuộc xã Thụy Trường, huyện Thái Thụy, tỉnh Thái Bình.
Năm 1930 ông cùng các đảng viên khác tổ chức nhân dân ở bắc Thái Bình đấu tranh biểu tình hưởng ứng phong trào Xô viết Nghệ Tĩnh. Cuộc biểu tình ngày 1/5/1930 của nhân dân hai huyện Tiên Hưng và Duyên Hà (tên các huyện trước đây) diễn ra, bị thực dân Pháp đàn áp. Mặc dù đang là giáo thụ ở Bắc Kạn, nhưng do biết vai trò của ông trong phong trào ở Thái Bình, thực dân Pháp đã bắt ông. Năm 1930 ông bị kết án mười năm khổ sai đày đi Côn Đảo, sau đó bị lưu đày sang Guyane (Nam Mỹ). Năm 1931 con tàu Martinière đưa ông cùng hai bạn tù - đảng viên CSVN là Lương Duyên Hồi và Trần Văn Ngọ, và hơn 500 tù biệt xứ khác đi Guyane . Trong số đi đày đó có chính trị phạm, đảng viên Quốc dân Đảng là Lương Như Truật.
Ngày 25/1/1935, ông hy sinh trong tù tại Guyane khi mới 32 tuổi.

## Hoạt động
Năm 1925, ông tốt nghiệp trường Thành Chung, Nam Định. Tại đây ông tiếp cận tư tưởng của Hội Việt Nam Cách mạng Thanh niên và gia nhập tổ chức này. Sau đó ông về dạy học tại thôn Hậu Trung, xã Bạch Đằng, huyện Đông Hưng, tỉnh Thái Bình. Năm 1926, ông dạy học tại tổng Vị Sĩ, nay là xã Chí Hòa, huyện Hưng Hà, Thái Bình, rồi làm tổng sư của trường (hiệu trưởng).
Thời kỳ này ông cùng các ông Nguyễn Văn Năng, Lương Duyên Hồi mở hiệu sách "Y thư văn điểm" ở thị xã Thái Bình và sau đó lại cùng các ông Lương Duyên Hồi, Lương Duyên Thiếp mở "Đông anh thư viện" tại làng Hưng Tứ (thuộc xã Hồng Việt, huyện Đông Hưng, tỉnh Thái Bình ngày nay) trở thành nơi hoạt động nổi tiếng trong vùng nhằm mục đích mở mang trí tuệ, nâng cao nhận thức cho thanh niên và học sinh trong khu vực, đồng thời làm nơi tuyên truyền giác ngộ cách mạng cho mọi tầng lớp nhân dân lao động. Tháng 3/1926, ông cùng các đồng chí tổ chức lễ truy điệu Cụ Phan Chu Trinh tại vùng tổng Vị Sĩ.
Cuối năm 1926, ông cùng với Nguyễn Văn Năng, Lương Duyên Hồi, Lương Duyên Thiếp, Đào Gia Lựu mở trường tư thục Minh Thành ở thị xã Thái Bình, làm nơi dạy học và tuyên truyền cách mạng.
Cuối tháng 6/1929 Đảng CSVN tại Thái Bình thành lập, ông là bí thư liên chi bộ đảng vùng Thần - Duyên (huyện Thần Khê và Duyên Hà) ở bắc Thái Bình. Chi bộ tổ chức nhân dân ở bắc Thái Bình đấu tranh hưởng ứng phong trào Xô viết Nghệ Tĩnh. Chính quyền thực dân phát hiện được hoạt động của ông, đã điều ông lên Bắc Kạn dạy học. Tuy nhiên những hoạt động gắn bó với vùng Thần - Duyên vẫn tiếp tục. Vì thế khi cuộc đấu tranh của nhân dân bắc Thái Bình nổ ra, chính quyền đã bắt giữ ông cùng với các đảng viên Đảng CSVN khác.
Những người bị bắt từ các vụ biểu tình ở Thái Bình được tập trung về thị xã. Sau đó tháng 9/1930, tòa án Thái Bình xử vụ "Cộng sản ở Thái Bình", khoảng 160 người. Tám người bị án nặng, đưa giam ở Côn Đảo. Riêng ông Diên, Lương Duyên Hồi, Trần Văn Ngọ nặng nhất, mười năm khổ sai đưa giam ở Côn Đảo, và sau đó tháng 5/1931 tàu Martinière đưa các ông đi đày biệt xứ sang Guyane.
Năm 1935 tại bệnh viện Cayen Guyane, ông Diên đã tận dụng cơ hội để bắt liên lạc với bí thư Đảng cộng sản Guyane lúc bấy giờ và cung cấp nhiều tin tức, những điều kiện hà khắc của nhà tù mà các tù nhân nơi đây phải trải qua, thông qua đó lên án đanh thép chế độ hà khắc của nhà tù Guyane của đế quốc Pháp qua báo chí, nhờ bí thư Đảng cộng sản Guyana gửi thư đi Pháp, Liên Xô để tố cáo tội ác chế độ nhà tù của đế quốc Pháp. Tuy nhiên do cảnh tù đày khắc nghiệt và bệnh tật, ông hy sinh trong tù tại Guyane ngày 25/1/1935, khi mới 32 tuổi.

## Ghi công
Tên ông được đặt cho Trường Mầm non Bùi Hữu Diên, Trường Tiểu học Bùi Hữu Diên và Trường Phổ thông Cơ sở Bùi Hữu Diên  ở xã Chí Hòa, huyện Hưng Hà, Thái Bình. Đây là nơi năm 1926, thầy Diên làm Tổng sư tại tổng Vị Sĩ, phần lớn các thôn của tổng nay là xã Chí Hòa.